# 장기준 (가수)
장기준(1993년 7월 14일 ~ )은 대한민국의 가수, 작사가이다. 2015년 디지털 싱글 앨범 [중간저장]으로 데뷔했다.

## 방송
- 언더커버 (2025) - Top36

## 음반
- 중간저장 (2015)

## 영화
- 다시, 벚꽃 (2017) - 본인 역

## 기타
- 버스커 버스커 <첫사랑> (2012) - 작사
- 장범준 <봄비> (2016) - 작곡
- 홍선용 <거리> (2016) - 보컬 참여
- 최영훈 <그대의 흔적> (2018) - 피처링
- 도대윤 <다시, 봄> (2022) - 작사/작곡/편곡